# Geoffrey Nice

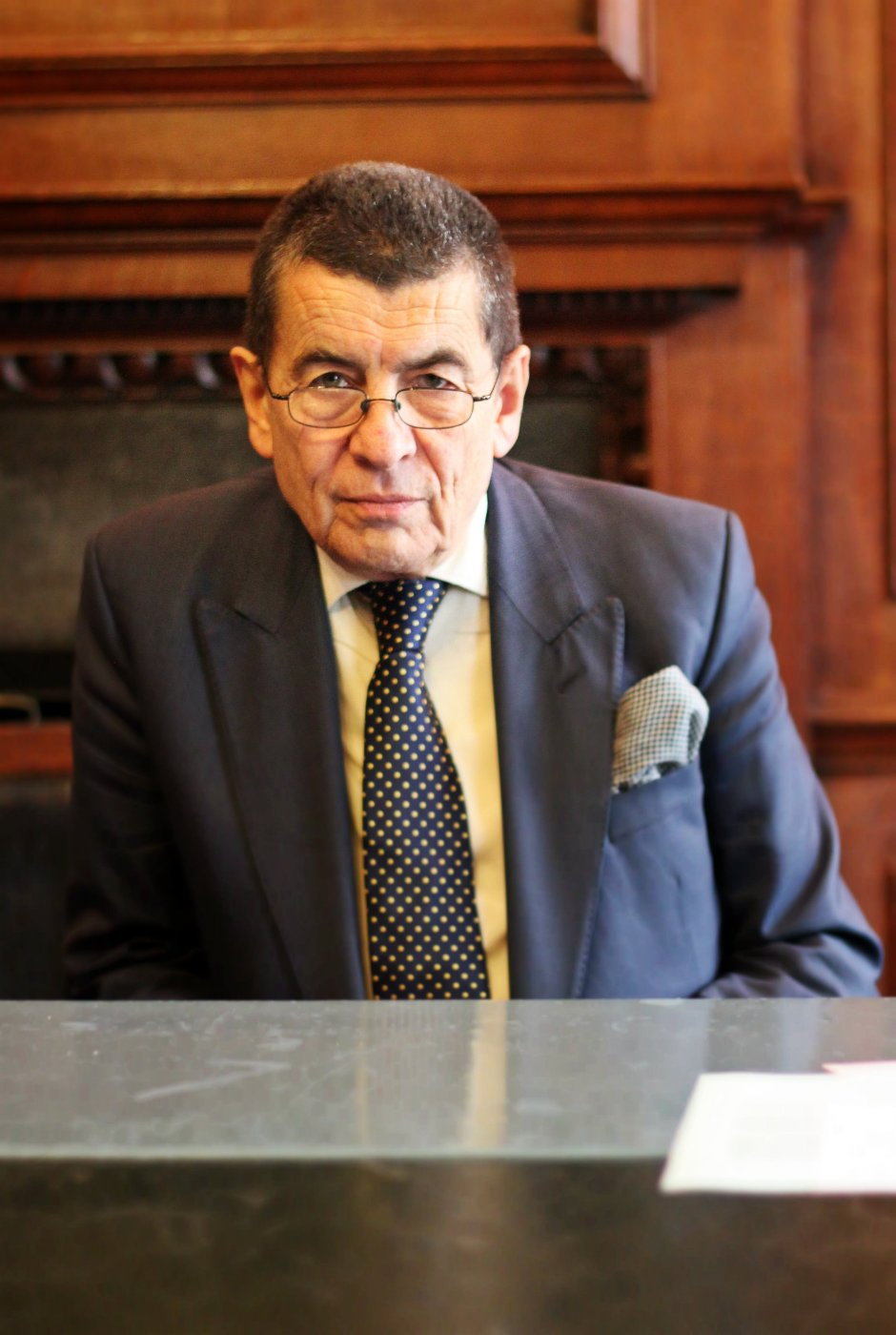
Sir Geoffrey Nice, profesor de derecho de Gresham.

Sir Geoffrey Nice, c.r. (nacido el 21 de octubre de 1945) es un abogado británico.

## Biografía
Su casa familiar estaba en Catford, y asistió al St Dunstan's College, Catford, y luego al Keble College, Oxford. Se convirtió en abogado en 1971 y fue nombrado Consejero de la Reina en 1990. Desde 1984, ha sido juez a tiempo parcial en el Old Bailey. Geoffrey Nice fue nombrado Knight Bachelor en 2007. En 2009, fue nombrado vicepresidente de la Junta de Normas del Colegio de Abogados. En 2012 fue nombrado Profesor de Derecho en el Gresham College, cargo que anteriormente ocupaba la Baronesa Deech.
Geoffrey Nice ha estado involucrado con el Tribunal Penal Internacional para la ex -Yugoslavia (TPIY). Fue fiscal adjunto en el juicio de Slobodan Milošević en La Haya e inició el caso inicial de la fiscalía de vincular las atrocidades cometidas en la ex Yugoslavia con Milosevic. Procesó ante el TPIY los casos del croata bosnio Darío Kordić y el exitoso procesamiento de Goran Jelisić. Desde que trabajó con el TPIY, Nice ha sido activo en la Corte Penal Internacional (CPI) y en el trabajo pro bono para los grupos de víctimas. Su práctica incluye derechos humanos/derecho público y lesiones personales.